# Obrona łuku Warty
Obrona łuku Warty – w lipcu 1331 po zwycięskiej bitwie pod Pyzdrami, ale nieudanej próbie porwania polskiego królewicza Kazimierza, wojska zakonu krzyżackiego usiłowały zdobyć jak największe łupy i sterroryzować jak największe obszary Wielkopolski podczas wojny polsko-krzyżackiej (1327–1332). Po zdobyciu i spaleniu Środy siły krzyżackie podzieliły się na dwie części, główna siła udała się na północ w kierunku Kostrzyna, natomiast drugi silny oddział ruszył w kierunku Śremu, gdzie w łuku Warty zgromadziła się duża liczba ludności wielkopolskiej uciekająca wraz z całym dobytkiem przed zagonami krzyżackimi. Zgromadzona ludność podjęła udaną próbę obrony. W oparciu o ciąg jezior polodowcowych, takich jak: Jezioro Raczyńskie, Jezioro Bnińskie, Jezioro Kórnickie, Jezioro Skrzyneckie Duże i szereg innych pomniejszych, zbudowano silną linię obronną wałów, zasieków, grobli bronionych przez okoliczne chłopstwo. Linia ta ciągnęła się od koryta Warty w okolicach Kępy Wielkiej na północ przez Zaniemyśl, Bnin, Kórnik, aż do Głuszyny. Następujące siły krzyżackie zdołały zdobyć wieś Winna oraz Bnin, ale doznały dotkliwej porażki pod Zaniemyślem i nie potrafiły przełamać dobrze zorganizowanej obrony polskiej. O stoczonych walkach świadczą zapisy w Kronice Jana Długosza oraz wydobywane do dzisiaj z ziemi elementy uzbrojenia rycerzy zakonu krzyżackiego.